# Pseudogagrella sakishimensis
Pseudogagrella sakishimensis is een hooiwagen uit de familie Sclerosomatidae.